# Großerlach
Großerlach è un comune tedesco di 2 624 abitanti, situato nel land del Baden-Württemberg.